# Руска литература
Руската литература е книжнината, издадена в Русия или от руски емигранти, както и рускоезичната литература, написана от няколко независими нации по времето на Руската империя или на Съветския съюз. С разпадането на СССР някои нации и култури излизат със становище, че различни съветски писатели, които са писали на руски език, принадлежат към етно-културни общности, различни от руската.

## Руско народно творчество
Руската литература започва с руското народно творчество или това са основно руските приказки, а също и песни, които могат да бъдат записани и да имат формата на текст. Руските приказки заемат основно място, макар и след австрийските, например, в световната детска литература, също така за разлика от австрийските и германски приказки, руските приказки много често биват "четени" от големи или техните сюжети стават база за друг вид произведения, например приказката Жар птица е основа за произведението със същото име на руския класически композитор Стравински. Така че тези приказки, заедно с множеството изображения и интерпретации са съществена част от руската култура. 

## Староруска литература
Литературата като специфично авторово усилие и форма на писменост възниква в Русия едва след възприемането на кирилицата като азбука за руската писменост, и може да се каже че първите творби на руската литература от писмен и книжовен вид са създадени или преведени (от гръцки език) за населението в Русия, което възприема кирилицата. Това много често дефакто са произведения на старобългарски, който е разбираем за руснаците тогава. С четенето на старобългарски книги се усвоява старобъргарската композиция на текста, а и усложнената падежна система на старобългарския, които известно време оказват влияние в староруската литература.
Т.нар. жития святых (жития на светците) са основен жанр в староруската литература. Житие Александра Невского е един от примерите за това.[необходимо е уточнение]
Староруската литература се състои от немного, запазени, но разпръснати из руските библиотеки произведения, написани на староруски език, възникнал на базата на старобългарски (виж още древноруски [необходимо е уточнение], който според някои предхожда староруския, но в действителност това е славянският език, който при възникването си е общ за славянските народи, тоест руският е негова разновидност и древноруска писменост, различна от кирилица няма).
Руската религиозна литература, извън старобългарския канон може да съдържа множество неканонични, както в литературния, книжовния, езиковия, но и религиозния смисъл на думата книжнини или „писания“, някои от които могат да имат силно сектантски, или дори опасен характер. Преди да започнете да четете руско произведение с религиозен характер (от староруския период или по-късно) се консултирайте с университетски специалист, който е изучавал внимателно канона и „явленията извън него“, и най-добре действителен преподавател по руска литература.[източник? (Поискан днес)]
От този тип литература са тези „произведения“, в които се смесват християнските и езическите традиции по неканоничен за християнството и медицината начин, например билините (устни народни епически поеми).
Анонимни творби от този период включват Моление Даниила Заточника.[източник? (Поискан днес)]
Първото произведение на „разговорен“ руски е автобиографията на протойерей Аввакум, написана през средата на 17 век.
Средновековната руска литература има преобладаващ религиозен характер и използва руска адаптирана форма на старобългарския, към която постепенно се добавят много южнославянски елементи, при което постепенно се преминава към съвременен руски език.
Някои творби от този период, включително „Слово за похода на Игор“, могат да са основа за по-късни произведения, като Княз Игор.

## 18 век
По-съществен автор от епохата на Екатерина Велика е Николай Карамзин. Той пише първата история на Русия История на руската държава, както и други съчинения.
Вестернизацията на Русия, свързвана най-често с имената на цар Петър Велики и царица Екатерина Велика, съвпада с обновяването на руската азбука и на увеличена търпимост към идеята за използването на народния език за общи литературни цели. В началото на 18 век автори като Дмитрий Кантемир, Василий Тредяковски и Михаил Ломоносов полагат основата на пътя, по който по-късно ще минат поети като Гаврила Романович Державин, драматурзи като Александър Петрович Сумароков и Денис Фонвизин и прозаици като Николай Карамзин и Александър Радишчев.

## XIX век
Романтизмът благоприятства за процъфтяването на поезията: имената на Василий Жуковски и Александър Пушкин идват на преден план, последвани от това на Михаил Лермонтов.
През XIX век се внасят нововъведения в руската литература и списъка на някои от най-значимите личности от този период включва преводача на басните на Лафонтен и баснописец Иван Крилов; авторите на документална и историческа литература Висарион Белински и Александър Херцен; драматурзите Александър Грибоедов и Александър Островски; поетите Евгений Баратински, Константин Батюшков, Николай Некрасов, Алексей Толстой, Фьодор Тютчев и Афанасий Фет; Козма Прутков (псевдоним, използван от няколко сатирици); както и световноизвестни романисти като Николай Гогол, Лев Толстой, Фьодор Достоевски, Николай Лесков, Иван Тургенев, Михаил Салтиков-Шчедрин и Иван Гончаров.
В края на века твори Антон Чехов, оказал огромно влияние върху развитието на разказа и драмата в световен мащаб.

## Сребърният век
Началото на 20 век е известно като „Сребърният век на руската поезия“. Известни писатели от този период са Анна Ахматова, Инокентий Аненски, Андрей Бели, Александър Блок, Валерий Брюсов, Марина Цветаева, Сергей Есенин, Николай Гумильов, Даниил Хармс, Велимир Хлебников, Осип Манделщам, Владимир Маяковски, Борис Пастернак, Фьодор Сологуб и Максимилиан Волошин.

## Съветски период
Съветизацията на Русия оказва влияние върху литературата след 1917. Максим Горки, нобеловият лауреат Михаил Шолохов, Валентин Катаев, Алексей Толстой, Владимир Маяковски, Илф и Петров стават известни като автори на съветска литература. Първите години след революцията се характеризират с много оживено авнгардистко творчество, но със стабилизацията си съветската власт започва да преследва този тип писане. Докато социалният реализъм, наричан официално социалистически реализъм се ползва с държавна подкрепа, някои автори като Михаил Булгаков, Борис Пастернак, Андрей Платонов, Осип Манделщам, Исак Бабел и Василий Гросман тайно продължават класическата традиция на руската литература, пишейки „под масата“, като в ред случаи за тях е невъзможно да издадат такива творби приживе. „Серапионовите братя“ настояват на правото да творят литература, която да бъде независима от политическата идеология, и това води до конфликт между тях и правителството. Властта не толерира и експерименталното изкуство на групата Обериу. Междувременно емигранти като нобеловия лауреат Иван Бунин, Александър Куприн, Марина Цветаева и Владимир Набоков продължават да творят успешно в чужбина.
Малко преди разпадането на Съветския съюз автори като Йосиф Бродски и майсторът на разказите Сергей Довлатов се радват на успех на запад, но славата им в СССР се ограничава само до самиздат.